# بيت البوسي (الحيمة الخارجية)

تعديل مصدري - تعديل

بيت البوسي هي إحدى قرى عزلة المخلاف بمديرية الحيمة الخارجية التابعة لمحافظة صنعاء، بلغ تعداد سكانها 175 نسمة حسب تعداد اليمن لعام 2004.